# Ctenoplusia yunnanensis
Ctenoplusia yunnanensis là một loài bướm đêm trong họ Noctuidae.